# Mandurah
Mandurah (83 294 habitants) est la troisième ville par sa population de l'Australie-Occidentale, en Australie. C'est une ville côtière à 75 km au sud de Perth, la capitale de l'État, au nord de l'estuaire de la Harvey River.

## Histoire
La région de Mandurah était habitée par les aborigènes Noongar.
En 1829, un colon britannique, Thomas Peel, arriva dans la région avec ses ouvriers et son matériel pour s'installer dans la colonie de la Swan. Arrivé trop tard, il trouva la place prise et alla s'installer plus au Sud mais différents problèmes le conduisirent à déménager et il migra vers ce qui est devenu Mandurah.

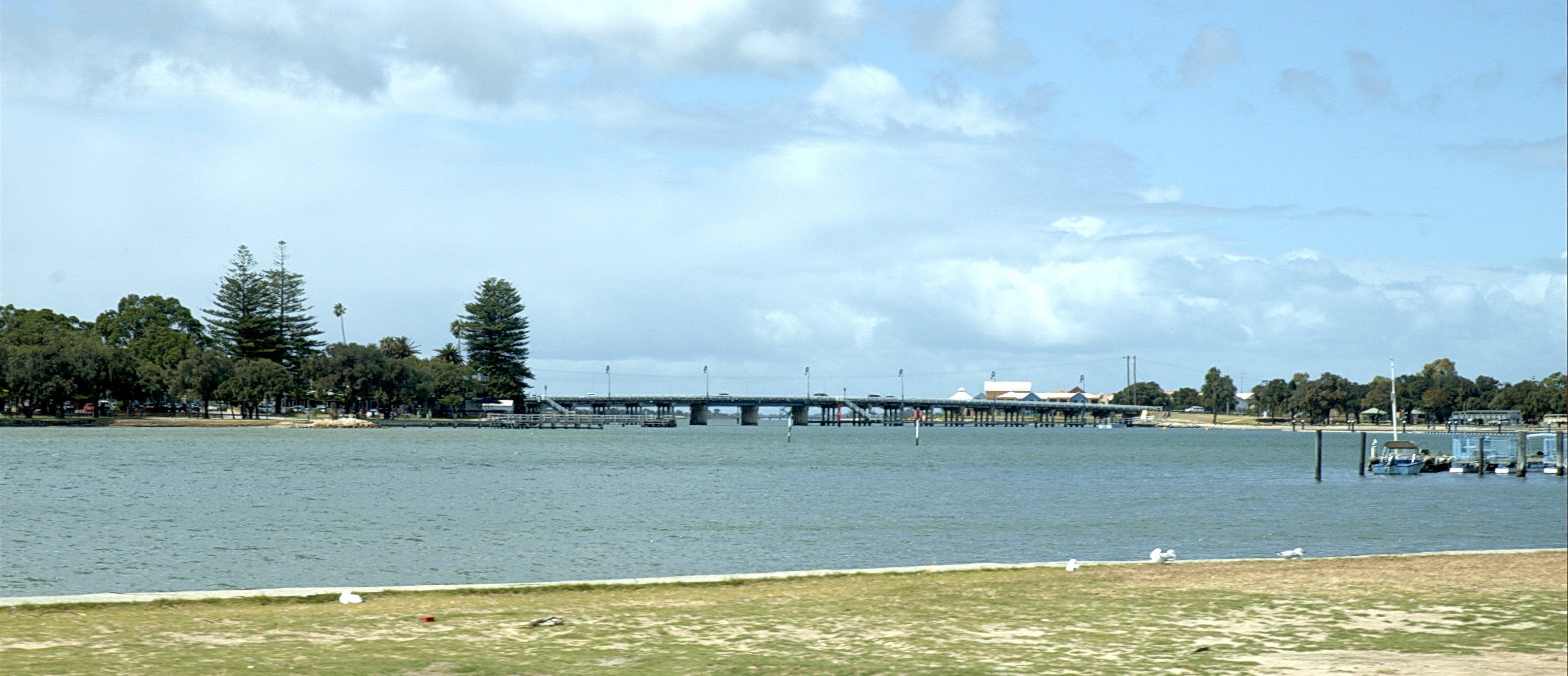
La crique Peel et le vieux pont à Mandurah.

## Géographie
[style à revoir]
Mandurah se situe dans entre l'estuaire Harvey et la rivière Peel Inlet[Quoi ?]. L'estuaire est deux fois la taille du port de Sydney. La ville se situe autour du système d'eau douce qui alimente l'océan Indien. La commune possède un littoral avec l'océan avec des plages de sable. Les banlieues sont construites autour de canaux artificiellement créés.
Mandurah se situe au sud de Perth à 75 km. Elle est devenue une commune pour les retraités de Perth. Elle possède une ligne de chemin de fer de Perth-Mandurah ouverte en décembre 2007, et une liaison autoroutière, la 'Kwinana Freeway', construite en 2010.

## Climat
Mandurah a un climat méditerranéen chaud d'été (Köppen: Csa) analogue à celui de Perth avec des étés modérément chauds et secs et des hivers doux et humides.
La température la plus faible est de 0,0 °C le 26 juillet 1990. La température la plus élevée enregistrée a été 44,0 °C le 31 janvier 1991.

L'avant-port de Mandurah.

| Mois                                            | jan. | fév. | mars | avril | mai  | juin  | jui.  | août | sep. | oct. | nov. | déc. | année |
| ----------------------------------------------- | ---- | ---- | ---- | ----- | ---- | ----- | ----- | ---- | ---- | ---- | ---- | ---- | ----- |
| Température minimale moyenne (°C)               | 17,2 | 17,1 | 15,9 | 14    | 11,2 | 9,8   | 9,1   | 9,2  | 9,9  | 10,7 | 13,4 | 15,5 | 12,8  |
| Température maximale moyenne (°C)               | 30,5 | 30,9 | 28,6 | 25,6  | 21,7 | 18,9  | 17,9  | 18,1 | 19,4 | 22   | 25,2 | 28,6 | 24    |
| Record de froid (°C)                            | 7,6  | 9,2  | 5,2  | 5,7   | 3,9  | 2,6   | 0     | 1,7  | 2,7  | 0    | 4,7  | 7,8  | 0     |
| Record de chaleur (°C)                          | 44   | 43,6 | 41,5 | 35,2  | 30,4 | 24,3  | 26,2  | 24,8 | 27,5 | 34,4 | 37,8 | 40,3 | 44    |
| Précipitations (mm)                             | 14,5 | 12   | 15,8 | 39,9  | 83,2 | 117,7 | 115,5 | 93,2 | 58,7 | 31,2 | 22,8 | 13,9 | 603,9 |
| dont nombre de jours avec précipitations ≥ 1 mm | 1,3  | 1,3  | 2,5  | 5,5   | 8,1  | 12    | 15,2  | 12,2 | 9,6  | 5,5  | 4    | 1,8  | 79    |
| Humidité relative (%)                           | 40   | 38   | 41   | 49    | 57   | 64    | 67    | 64   | 62   | 52   | 49   | 43   | 52    |